# Curling-Europameisterschaft 1988
Die Curling-Europameisterschaft 1988 der Männer und Frauen fand vom 6. bis 10. Dezember in Perth in Schottland statt.

## Turnier der Männer

### Teilnehmer
| Belgien | Dänemark                                                                                                  | BR Deutschland                                                                       | England                                                                               | Finnland |
| --- | --- | ------------------------------------------------------------------------------------ | ------------------------------------------------------------------------------------- | --- |
| Skip: Marcel Marién Third: Pierre Mallants Second: Eric Biehels Lead: Arthur Westerlinck                    | Skip: Christian Thune-Jacobsen Third: Niels Siggaard Andersen Second: Ole de Neergaard Lead: Finn Nielsen | Skip: Keith Wendorf Third: Uwe Saile Second: Sven Saile Lead: Gregor Kunzemüller     | Skip: John Deakin Third: Gordon Vickers Second: Malcolm Richardson Lead: Peter Bowyer | Skip: Jussi Uusipaavalniemi Third: Jarmo Jokivalli Second: Jari Laukkanen Lead: Petri Tsutsunen Alternate: Juhani Heinonen |
| Frankreich                                                                                                  | Italien                                                                                                   | Niederlande                                                                          | Norwegen                                                                              | Österreich |
| Skip: Dominique Dupont-Roc Third: Dominique Dupont-Roc Second: Daniel Cosetto Lead: Patrick Philippe        | Skip: Fabio Alverà Third: Stefano Morona Second: Adriano Lorenzi Lead: Stefano Zardini                    | Skip: Robert van der Cammen Third: Wim Neeleman Second: Rob Joosen Lead: Fred Melker | Skip: Eigil Ramsfjell Third: Sjur Loen Second: Morten Søgaard Lead: Dagfinn Loen      | Skip: Alois Kreidl Third: Günther Mochny Second: Dieter Küchenmeister Lead: Stefan Salinger                                |
| Schweden | Schweiz                                                                                                   | Schottland                                                                           | Wales                                                                                 | |
| Skip: Claes Roxin Third: Mats Brisegård Second: Björn Roxin Lead: Lars-Eric Roxin Alternate: Olle Håkansson | Skip: Bernhard Attinger Third: Werner Attinger Second: Martin Zürrer Lead: Marcel Senn                    | Skip: David Smith Third: Mike Hay Second: Peter Smith Lead: David Hay                | Skip: John Hunt Third: John Stone Second: John Guyan Lead: Michael Hunt               | |

### Erste Phase
Die 14 Teams ermittelten in drei Eliminationsrunden die 8 Teilnehmer der zweiten Phase:
- In der ersten Eliminationsrunde spielten die 14 Teams 2 Plätze in der zweiten Phase aus.
- Die restlichen 12 Teams spielten in der zweiten Eliminationsrunde weitere 3 Plätze in der zweiten Phase aus.
- In der dritten Eliminationsrunde wurden von den restlichen 9 Teams die letzten drei Plätze in Phase 2 ausgespielt.

Die 6 ausgeschiedenen Mannschaften spielten in einer Platzierungsrunde um die Ränge 9-14.
| 1. Elimination            | 1. Elimination |
| 1. Runde                  | 1. Runde       |
| ------------------------- | -------------- |
| Niederlande – Österreich  | 5-10           |
| BR Deutschland – Wales    | 9-2            |
| Dänemark – Frankreich     | 8-4            |
| Finnland – Italien        | 3-8            |
| Schweiz – Belgien         | 17-3           |
| Schottland – England      | 7-3            |
| 2. Runde                  |                |
| Schweden – Österreich     | 10-2           |
| BR Deutschland – Dänemark | 6-1            |
| Norwegen – Italien        | 9-3            |
| Schweiz – Schottland      | 3-4            |
| 3. Runde                  |                |
| Schweden – BR Deutschland | 3-8            |
| Norwegen – Schottland     | 6-4            |

| 2. Elimination           | 2. Elimination |
| 1. Runde                 | 1. Runde       |
| ------------------------ | -------------- |
| Wales – Frankreich       | 5-10           |
| Belgien – England        | 3-10           |
| 2. Runde                 |                |
| Österreich – Dänemark    | 3-8            |
| Italien – Schweiz        | 7-3            |
| Niederlande – Frankreich | 4-7            |
| Finnland – England       | 4-9            |
| 3. Runde                 |                |
| Schweden – England       | 7-5            |
| Dänemark – Italien       | 5-6            |
| Schottland – Frankreich  | 5-4            |

| 3. Elimination          | 3. Elimination |
| 1. Runde                | 1. Runde       |
| ----------------------- | -------------- |
| Schweiz – Wales         | 5-2            |
| Niederlande – Finnland  | 5-7            |
| Österreich – Belgien    | 11-3           |
| 2. Runde                |                |
| England – Schweiz       | 3-7            |
| Dänemark – Finnland     | 8-1            |
| Frankreich – Österreich | 10-7           |

| Ergebnisse der ersten Phase     | Ergebnisse der ersten Phase                                                               |
| ------------------------------- | ----------------------------------------------------------------------------------------- |
| Qualifiziert für Phase 2        | BR Deutschland, Norwegen, Schweden, Italien, Schottland, Schweiz, Dänemark und Frankreich |
| In der Platzierungsrunde (9-14) | Wales, Österreich, Finnland, Belgien, England und Niederlande                             |

### Zweite Phase
Die 8 aus die in die zweite Phase aufgestiegen waren, spielten in zwei Eliminationsrunden die 4 Halbfinal Plätze aus.:
- Die 8 Teams spielten in der ersten Eliminationsrunde um 2 Halbfinalplätze.
- Die restlichen 6 Teams spielten in der zweiten Eliminationsrunde um die letzten 2 Halbfinal Plätze.

Die 4 ausgeschiedenen Teams spielten eine Platzierungsrunde um die Ränge 5-8.
| 1. Elimination            | 1. Elimination |
| 1. Runde                  | 1. Runde       |
| ------------------------- | -------------- |
| BR Deutschland – Dänemark | 3-6            |
| Schweden – Schottland     | 2-5            |
| Norwegen – Schweiz        | 5-3            |
| Italien – Frankreich      | 6-7            |
| 2. Runde                  |                |
| Dänemark – Schottland     | 2-8            |
| Norwegen – Frankreich     | 7-2            |

| 2. Elimination            | 2. Elimination |
| 1. Runde                  | 1. Runde       |
| ------------------------- | -------------- |
| BR Deutschland – Schweden | 5-9            |
| Schweiz – Italien         | 6-5            |
| 2. runde                  |                |
| Frankreich – Schweden     | 3-6            |
| Dänemark – Schweiz        | 5-8            |

| Ergebnisse der 2. Phase        | Ergebnisse der 2. Phase                          |
| ------------------------------ | ------------------------------------------------ |
| Qualifiziert fürs Halbfinale   | Schottland, Norwegen, Schweiz und Schweden       |
| In der Platzierungsrunde (5-8) | BR Deutschland, Frankreich, Dänemark und Italien |

### Platzierungsrunde
Ränge 9-14
Die sechs in Phase 1 ausgeschiedenen Teams spielten in drei Eliminationsrunden um die Ränge 9-14
| 1. Elimination           | 1. Elimination |
| 1. Runde                 | 1. Runde       |
| ------------------------ | -------------- |
| England-Belgien          | 12-3           |
| Wales – Niederlande      | 3-6            |
| 2. Runde                 |                |
| England – Finnland       | 8-7            |
| Österreich – Niederlande | 10-6           |
| Spiel um Rang 9.         |                |
| England – Österreich     | 8-9            |

| 2. Elimination         | 2. Elimination |
| 1. Runde               | 1. Runde       |
| ---------------------- | -------------- |
| Finnland – Wales       | 9-3            |
| Niederlande – Belgien  | 9-4            |
| Spiel um Rang 11.      |                |
| Finnland – Niederlande | 4-9            |

| 3. Elimination    | 3. Elimination    |
| Spiel um Rang 13. | Spiel um Rang 13. |
| ----------------- | ----------------- |
| Wales – Belgien   | 7-2               |

| Endstand | Endstand    |
| -------- | ----------- |
| 9.       | Österreich  |
| 10.      | England     |
| 11.      | Niederlande |
| 12.      | Finnland    |
| 13.      | Wales       |
| 14.      | Belgien     |

Ränge 5-8
Die vier in Phase 2 ausgeschiedenen Teams spielten um die Ränge 5-8
| Platzierungsrunde        | Platzierungsrunde |
| Spiel um Rang 7.         | Spiel um Rang 7.  |
| ------------------------ | ----------------- |
| BR Deutschland – Italien | 5-2               |
| Spiel um Rang 5.         |                   |
| Frankreich – Dänemark    | 4-3               |

| Endstand | Endstand       |
| -------- | -------------- |
| 5.       | Frankreich     |
| 6.       | Dänemark       |
| 7.       | BR Deutschland |
| 8.       | Italien        |

|  | Halbfinale | Halbfinale | Halbfinale |    |            | Finale                      | Finale                      | Finale                      |
|  |            |            |            |    |            |                             |                             |                             |
|  |            |            |            |    |            |                             |                             |                             |
|  | 3          | Schottland | 7          |    |            |                             |                             |                             |
|  | 2          | Schweden   | 5          |    |            |                             |                             |                             |
|  |            |            |            | 22 | Schottland | 6                           |                             |                             |
|  |            |            |            |    | 1          | Norwegen                    | 3                           |                             |
|  | 4          | Norwegen   | 7          |    |            |                             |                             |                             |
|  | 1          | Schweiz    | 3          |    |            | Spiel um die Bronzemedaille | Spiel um die Bronzemedaille | Spiel um die Bronzemedaille |
|  |            |            |            |    |            | 3                           | Schweden                    | 2                           |
|  | 4          | Schweiz    | 5          |    |            |                             |                             |                             |
|  |            |            |            |    |            |                             |                             |                             |

| Platz | Land           |
| ----- | -------------- |
| 1     | Schottland     |
| 2     | Norwegen       |
| 3     | Schweiz        |
| 4     | Schweden       |
| 5     | Frankreich     |
| 6     | Dänemark       |
| 7     | BR Deutschland |
| 8     | Italien        |
| 9     | Österreich     |
| 10    | England        |
| 11    | Niederlande    |
| 12    | Finnland       |
| 13    | Wales          |
| 14    | Belgien        |

## Turnier der Frauen

### Teilnehmer
| Dänemark                                                                                     | BR Deutschland                                                                                 | England                                                                                         | Finnland                                                                                             |
| -------------------------------------------------------------------------------------------- | ---------------------------------------------------------------------------------------------- | ----------------------------------------------------------------------------------------------- | --- |
| Skip: Marianne Qvist Third: Lene Bidstrup Second: Astrid Birnbaum Lead: Linda Laursen        | Skip: Stephanie Mayr Third: Simone Vogel Second: Sabine Belkofer Lead: Hatti Foster            | Skip: Joan Reed Third: Moira Davison Second: Christine Short Lead: Margaret Martin              | Skip: Jaana Jokela Third: Terhi Aro Second: Nina Pöllänen Lead: Carita Säilä Alternate: Tiina Majuri |
| Frankreich                                                                                   | Italien                                                                                        | Niederlande                                                                                     | Norwegen                                                                                             |
| Skip: Agnes Mercier Third: Annick Mercier Second: Andrée Dupont-Roc Lead: Catherine Lefebvre | Skip: Ann Lacedelli Third: Francesca Del Fabbro Second: Emanuela Sarto Lead: Loredana Siorpaes | Skip: Laura van Imhoff Third: Gerrie Veening Second: Jenny Bovenschen Lead: Mirjam Boymans-Gast | Skip: Trine Trulsen Vågberg Third: Dordi Nordby Second: Hanne Woods Lead: Mette Halvorsen            |
| Österreich                                                                                   | Schweden                                                                                       | Schweiz                                                                                         | Schottland                                                                                           |
| Skip: Inge Lamprecht Third: Jutta Kober Second: Elke Koudelka Lead: Karin Egger              | Skip: Elisabeth Högström Third: Anette Norberg Second: Monika Jansson Lead: Marie Henriksson   | Skip: Cristina Lestander Third: Barbara Meier Second: Ingrid Thulin Lead: Katrin Peterhans      | Skip: Hazel Erskine Third: Edith Loudon Second: Fiona Bayne Lead: Katie Loudon                       |

### Erste Phase
Die 12 Teams ermittelten in drei Eliminationsrunden die 8 Teilnehmer der zweiten Phase:
- In der ersten Eliminationsrunde spielten die 12 Teams 2 Plätze in der zweiten Phase aus.
- Die restlichen 10 Teams spielten in der zweiten Eliminationsrunde weitere 3 Plätze in der zweiten Phase aus.
- In der dritten Eliminationsrunde wurden von den restlichen 7 Teams die letzten drei Plätze in Phase 2 ausgespielt.

Die 4 ausgeschiedenen Mannschaften spielten in einer Platzierungsrunde um die Ränge 9-12.
| 1. Elimination            | 1. Elimination |
| 1. Runde                  | 1. Runde       |
| ------------------------- | -------------- |
| Schottland – Dänemark     | 2-10           |
| Schweiz – Italien         | 13-2           |
| Österreich – England      | 11-8           |
| Finnland – Niederlande    | 8-4            |
| 2. Runde                  |                |
| BR Deutschland – Dänemark | 6-5            |
| Frankreich – Schweiz      | 4-7            |
| Schweden – Österreich     | 13-5           |
| Norwegen – Finnland       | 15-6           |
| 3. Runde                  |                |
| BR Deutschland – Schweiz  | 6-5            |
| Schweden – Norwegen       | 8-4            |

| 2. Elimination        | 2. Elimination |
| 1. Runde              | 1. Runde       |
| --------------------- | -------------- |
| Dänemark – Frankreich | 8-7            |
| Österreich – Finnland | 5-8            |
| Schottland – Italien  | 7-2            |
| Niederlande – England | 7-9            |
| 2. Runde              |                |
| Schweiz – Niederlande | 11-1           |
| Dänemark – Finnland   | 5-2            |
| Norwegen – Schottland | 2-9            |

| 3. Elimination           | 3. Elimination |
| 1. Runde                 | 1. Runde       |
| ------------------------ | -------------- |
| Italien – England        | 0-11           |
| 2. Runde                 |                |
| Niederlande – Österreich | 9-7            |
| Finnland – England       | 9-10           |
| Norwegen – Frankreich    | 7-1            |

| Ergebnisse der ersten Phase     | Ergebnisse der ersten Phase                                                                |
| ------------------------------- | ------------------------------------------------------------------------------------------ |
| Qualifiziert für Phase 2        | BR Deutschland, Schweden, Schweiz, Dänemark, Schottland, Niederlande, England und Norwegen |
| In der Platzierungsrunde (9-14) | Italien, Österreich, Finnland und Frankreich                                               |

### Zweite Phase
Die 8 aus die in die zweite Phase aufgestiegen waren, spielten in zwei Eliminationsrunden die 4 Halbfinal Plätze aus.:
- Die 8 Teams spielten in der ersten Eliminationsrunde um 2 Halbfinalplätze.
- Die restlichen 6 Teams spielten in der zweiten Eliminationsrunde um die letzten 2 Halbfinal Plätze.

Die 4 ausgeschiedenen Teams spielten eine Platzierungsrunde um die Ränge 5-8.
| 1. Elimination           | 1. Elimination |
| 1. Runde                 | 1. Runde       |
| ------------------------ | -------------- |
| BR Deutschland – England | 10-3           |
| Schweiz – Schottland     | 5-3            |
| Schweden – Niederlande   | 14-6           |
| Dänemark – Norwegen      | 3-7            |
| 2. Runde                 |                |
| BR Deutschland – Schweiz | 5-7            |
| Schweden – Norwegen      | 7-2            |

| 2. Elimination            | 2. Elimination |
| 1. Runde                  | 1. Runde       |
| ------------------------- | -------------- |
| England – Schottland      | 0-9            |
| Niederlande – Dänemark    | 2-8            |
| 2. Runde                  |                |
| Norwegen – Schottland     | 3-6            |
| BR Deutschland – Dänemark | 6-7            |

| Ergebnisse der 2. Phase        | Ergebnisse der 2. Phase                           |
| ------------------------------ | ------------------------------------------------- |
| Qualifiziert fürs Halbfinale   | Schweiz, Schweden, Schottland und Dänemark        |
| In der Platzierungsrunde (5-8) | England, Niederlande, Norwegen und BR Deutschland |

### Platzierungsrunde
Ränge 9-12
Die vier in Phase 1 ausgeschiedenen Teams spielten in zwei Eliminationsrunden um die Ränge 9-12
| 1. Elimination        | 1. Elimination |
| --------------------- | -------------- |
| Österreich – Finnland | 7-6            |
| Frankreich – Italien  | 6-5            |

| 2. Elimination          | 2. Elimination    |
| Spiel um Rang 11.       | Spiel um Rang 11. |
| ----------------------- | ----------------- |
| Finnland – Italien      | 6-8               |
| Spiel um Rang 9.        |                   |
| Österreich – Frankreich | 8-7               |

| Endstand | Endstand   |
| -------- | ---------- |
| 9.       | Österreich |
| 10.      | Frankreich |
| 11.      | Italien    |
| 12.      | Finnland   |

Ränge 5-8
Die vier in Phase 2 ausgeschiedenen Teams spielten um die Ränge 5-8
| Platzierungsrunde         | Platzierungsrunde |
| Spiel um Rang 7.          | Spiel um Rang 7.  |
| ------------------------- | ----------------- |
| England – Niederlande     | 11-14             |
| Spiel um Rang 5.          |                   |
| Norwegen – BR Deutschland | 8-2               |

| Endstand | Endstand       |
| -------- | -------------- |
| 5.       | Norwegen       |
| 6.       | BR Deutschland |
| 7.       | Niederlande    |
| 8.       | England        |

|  | Halbfinale | Halbfinale | Halbfinale |   |            | Finale                      | Finale                      | Finale                      |
|  |            |            |            |   |            |                             |                             |                             |
|  |            |            |            |   |            |                             |                             |                             |
|  | 3          | Schweiz    | 6          |   |            |                             |                             |                             |
|  | 2          | Schottland | 7          |   |            |                             |                             |                             |
|  |            |            |            | 3 | Schottland | 4                           |                             |                             |
|  |            |            |            |   | 1          | Schweden                    | 5                           |                             |
|  | 4          | Schweden   | 8          |   |            |                             |                             |                             |
|  | 1          | Dänemark   | 4          |   |            | Spiel um die Bronzemedaille | Spiel um die Bronzemedaille | Spiel um die Bronzemedaille |
|  |            |            |            |   |            | 2                           | Schweiz                     | 6                           |
|  | 4          | Dänemark   | 5          |   |            |                             |                             |                             |
|  |            |            |            |   |            |                             |                             |                             |

| Platz | Land           |
| ----- | -------------- |
| 1     | Schweden       |
| 2     | Schottland     |
| 3     | Schweiz        |
| 4     | Dänemark       |
| 5     | Norwegen       |
| 6     | BR Deutschland |
| 7     | Niederlande    |
| 8     | England        |
| 9     | Österreich     |
| 10    | Frankreich     |
| 11    | Italien        |
| 12    | Finnland       |